# Vametco Mine
Vametco Mine ist eine Vanadium-Tagebaumine acht Kilometer nordöstlich von Brits in der südafrikanischen Provinz Nordwest. Das Erz wird an eine Vanadiumverarbeitungsanlage geliefert, die sich auf demselben Grundstück befindet. Endprodukt ist ein Vanadiumkohlenstoffnitridprodukt namens Nitrovan, das als Mikrolegierung bei der Stahlherstellung verwendet wird.
Die Tagebaumine ist ungefähr 3,5 km lang und erstreckt sich in West-Ost-Richtung. Der Erzkörper ist gut definiert, durchgehend und neigt sich in nordöstlicher Richtung bei etwa 19 bis 20 Grad. Die Vanadium-Lagerstätte ist Teil des Bushveld-Komplexes.
Die Mine und die Verarbeitungsanlage werden von Bushveld Vametco Alloys betrieben, woran Bushveld Minerals als Hauptaktionär mit 74 % beteiligt ist. Insgesamt werden 516 Mitarbeiter beschäftigt.